# No Angels
Le No Angels sono una girlband tedesca nata nel 2000 nel programma di fama internazionale Popstars. Il gruppo canta in inglese ed ha avuto grande successo nell'Europa centrale grazie soprattutto al singolo Daylight in your eyes e all'album di debutto Elle'ments, che hanno reso la girlband tedesca una delle girlband europee di maggior successo all'inizio del terzo millennio.
Nato come un quintetto, il gruppo è successivamente diventato un quartetto ed ha venduto più di 5 milioni di copie fino al 2003, l'anno in cui la band annunciò lo scioglimento. Il 31 gennaio 2007 è stata confermata la riunione del gruppo (alla quale hanno preso parte quattro delle componenti originali) e dopo quattro anni di pausa nell'aprile 2007 è stato pubblicato l'album Destiny. Il 24 maggio 2008 le No Angels hanno rappresentato la Germania all'Eurovision Song Contest (Eurovision Song Contest 2008) con il brano Disappear.

## Storia

### Popstars, nascono le No Angels
Nell'agosto 2000 la rete tedesca RTL II dà il via alla prima edizione di Popstars, show alla ricerca di talenti canori. Più di 4500 ragazze partecipano ai provini tenuti ad Amburgo, Berlino, Francoforte, Lipsia, Colonia, Oberhausen, Stoccarda e Monaco, giudicate dal presentatore olandese Simone Angel, dal booker Mario M. Mendryzcki e dal direttore dell'A&R (Artists and Repertoire) Rainer Moslener. Dopo varie eliminazioni, le trentadue ragazze rimaste si riuniscono a Maiorca in Spagna e prendono lezioni di canto, danza e fitness lavorando con il coreografo Detlef D! Soost. I tre giurati continuano ad eliminare due o tre ragazze ogni giorno e le undici finaliste tornano in Germania per attendere il verdetto finale.
Nel novembre 2000 nascono le No Angels. Le cinque componenti del gruppo sono Vanessa Petruo (Vany), Ljudmila Djakovska (Lucy), Sandy Mölling, Nadja Benaissa e Jessica Wahls (Jess).

### Elle'ments, una scommessa vinta
Dopo mesi in sala d'incisione il 5 febbraio 2001 le No Angels pubblicano il primo singolo Daylight in your eyes che raggiunge presto la vetta delle classifiche tedesche, austriache e svizzere. Il brano diventa una hit anche fuori dai confini di lingua tedesca conquistando la numero 1 in Brasile, Estonia e Lussemburgo, inoltre entra in classifica in Francia, Lituania, Polonia e Regno Unito. Dopo aver registrato una nuova versione meno sexy del video, il gruppo debutta con minor successo nelle classifiche statunitensi ottenendo una discreta numero 36 posizione nella Billboard Hot Singles Sales.
Il 12 marzo 2001 viene pubblicato l'album di debutto Elle'ments, contenente brani prodotti da Thorsten Brötzmann, Leslie Mandoki e Peter Ries, che vende oltre 1,1 milioni di copie in tutto il mondo, diventando l'album tedesco più venduto del 2000. Elle'ments conquista cinque dischi di platino e svariati dischi d'oro, inoltre la band ottiene diversi premi musicali internazionali molto ambiti, un World Music Award, due ECHO Awards ed un Bambi.
Grazie ad una massiccia campagna mediatica il gruppo, sulla cresta dell'onda, pubblica il secondo singolo Rivers of joy che raggiunge la Top Ten tedesca e svizzera e successivamente il terzo singolo There must be an angel, cover del brano di successo inciso nel 1985 dagli Eurythmics, che segna il ritorno della band alla numero 1 in Germania, Austria, Brasile e Lussemburgo conquistando un disco d'oro. Il brano viene utilizzato come colonna sonora del film d'animazione Der Kleine Eisbär ed ottiene recensioni positive dai critici musicali.
Il 1º ottobre 2001 viene pubblicata la Winter Edition di Elle'ments contenente i brani del primo album, più il singolo There must be an angel e i brani What am I supposed to do e 100% Emotional, b-side inseriti negli ultimi due singoli, che assieme alla Karaoke Edition porta le vendite dell'album a oltre 2 milioni di copie.
L'ultimo singolo estratto da Elle'ments è When the angels sing, pubblicato come doppio-singolo assieme ad Atlantis, duetto con Donovan inserito nella colonna sonora del film d'animazione della Walt Disney Atlantis - L'impero perduto, che raggiunge la Top Five in Germania ed Austria.
Dopo aver aperto vari concerti dei Westlife e di DJ Bobo, la band annuncia il Rivers of Joy Tour con 30 date dal 19 ottobre al 10 dicembre 2001 che registrano il tutto esaurito.

### Now... Us!, il successo continua
In seguito ad un breve ritiro dalle scene le No Angels nel gennaio 2002 iniziano a lavorare al loro secondo album. Per garantire un album più personale rispetto ad Elle'ments, ogni membro del gruppo decide di lavorare sui testi e le melodie. La casa discografica decide inizialmente di pubblicare il brano 2 Get over You come apripista dell'album, ma dopo le pressioni della band il 6 maggio 2002 viene pubblicato un doppio singolo contenente il brano Something about us, scritto da Vanessa Petruo e Alexander Geringas, una sorta di presa in giro nei confronti dei media che nonostante il grande successo del gruppo non crede nelle reali capacità artistiche delle componenti, e Like ice in the sunshine, utilizzato come jingle per lo spot della Langnese (Algida). Il singolo raggiunge la numero 1 in Germania (dove stazione per oltre un mese), Austria e Lussemburgo, entra in Top Ten in Svizzera e debutta per la prima volta nella classifica ungherese. Tra l'altro Something about us si piazza alla numero 3 nella European Top 200 Singles.
Il 24 giugno 2002 viene pubblicato il secondo album Now... Us! contenente brani scritti e prodotti da Mousse T., La Carr, Pontus Söderqvist e Peter Ries. La maggior parte dei critici musicali lodano la band per aver inserito nell'album materiale personale e un sound più maturo e meno convenzionale con l'influenza del soul e dell'r&b, alcuni invece lo definiscono mediocre teen pop. Nonostante ciò l'album diventa un grande successo raggiungendo la numero 1 in Germania, la numero 2 in Austria e la numero 4 in Svizzera, conquistando un disco di platino e due dischi d'oro.
Dall'album vengono estratti altri due singoli, la hit estiva Still in love with you (con la quale la band debutta nella classifica russa) e il brano funk prodotto da Mousse T. Let's go to bed, il primo singolo del gruppo a non raggiungere la Top Ten tedesca, tuttavia ottiene un buon piazzamento, numero 7 nella German Dancefloor Chart, diventando uno dei brani più programmati nelle discoteche.
Nell'ottobre 2002 le No Angels tengono un concerto speciale al Tränenpalast di Berlino, nel corso del quale le loro maggiori hits e alcuni brani selezionati dai primi due album vengono riproposti in versione swing. Il 29 novembre 2002 viene pubblicato il CD/DVD When the angels swing che raggiunge la numero 9 in Germania ottenendo un disco d'oro, trainato dal singolo All cried out, cover di un brano di Alison Moyet. La canzone viene realizzata in due versioni, una pop ed una swing, per promuovere l'album When the angels swing e la Winter Edition di Now...Us!.
Alla fine del 2002 Jessica abbandona il gruppo per dedicarsi all'imminente nascita della prima figlia. Le altre componenti del gruppo concedono a Jess alcuni mesi di pausa con l'intenzione di reintegrarla nella band a marzo 2003, tuttavia il management del gruppo decide di trasformare le No Angels in un quartetto.

### Pure, l'ultimo album prima dello scioglimento
Il 25 agosto 2003 le quattro componenti rimaste pubblicano il terzo album Pure. Il sound pop maturo e decisamente innovativo viene apprezzato dalla critica, tuttavia l'album vende 'solo' 250 000 copie non riuscendo ad eguagliare i successi precedenti. Dall'album vengono estratti tre singoli, l'apripista No angel (It's all in your mind) che raggiunge la numero 1 in Germania e la Top Ten austriaca, e i singoli Someday e Feelgood lies che si posiziano entrambi alla numero 1 dell'airplay radiofonico ed entrano nella Top 5 tedesca dei singoli più venduti.
La casa discografica decide di pubblicare un quarto singolo, Eleven out of ten, mai uscito in quanto il 5 settembre 2003, dopo tre anni di grandi successi, il quartetto annuncia lo scioglimento. Mentre i media parlano di pausa creativa, le ragazze e il loro management cancellano tutte le date del Pure Acoustic Tour previsto per il 2004.
Il 24 novembre 2003 viene pubblicato l'ultimo singolo Reason, una versione nuovamente arrangiata del brano That's the reason contenuto nell'album Elle'ments, che raggiunge la numero 9 in Germania e la Top 20 austriaca. Il singolo è incluso nell'album The Best of No Angels, raccolta di successi del gruppo uscita il 1º dicembre 2003, che segna la fine del gruppo.
Per questo singolo e l'ultimo concerto torna anche la componente Jessica Wahls
L'ultimo concerto del gruppo si è tenuto il 28 novembre 2003 all'Olympiahalle di Monaco.
Il 5 luglio 2004 la casa discografica pubblica il CD/DVD Acoustic Angels, album live registrato al P1 di Monaco, pubblicato inizialmente in cofanetto assieme all'album Pure. L'album entra nella Top 100 tedesca, mentre il DVD si piazza alla numero 36 dei DVD più venduti in Germania.

### Destiny, la reunion
A giugno 2006 Lucy comunica a Vany, Sandy, Nadja e Jess il desiderio di tornare a lavorare assieme. Mentre Vanessa Petruo rifiuta di tornare nella band per concentrarsi sulla sua carriera di cantante ed attrice, le altre accettano la proposta di Lucy ed iniziano a preparare il loro ritorno in segreto. Dopo il susseguirsi di voci sempre più insistenti circa la riunione del gruppo, il 31 gennaio 2007 durante una conferenza stampa, viene confermata la notizia.
Il 16 marzo 2007 viene pubblicato il singolo Goodbye to yesterday che raggiunge la Top 5 in Germania e la Top 20 in Austria, Svizzera e Lituania. Il brano fa da apripista all'album Destiny pubblicato il 13 aprile 2007 e prodotto da Boogieman, Tobias Gustafsson, Steve Mac, Max Martin, Adrian Newman e il Redfly team. Il lavoro è accolto positivamente dalla critica che apprezza il sound e le performance vocali delle quattro componenti. L'album debutta alla numero 4 in Germania, alla numero 14 in Austria e alla numero 22 in Svizzera, non riuscendo così ad eguagliare il successo degli anni precedenti.
Il secondo singolo, Maybe, si rivela un insuccesso. Raggiunge la numero 36 in Germania e la numero 62 in Austria non riuscendo ad entrare nella Top 100 svizzera. Il terzo (doppio) singolo Amaze me/Teardrops non va molto meglio. Per risollevare le sorti dell'album le No Angels sfruttano una nuova strategia di mercato, promuovendo entrambi i brani con due cd singoli e due videoclip diversi, tuttavia il singolo non riesce a sfondare piazzandosi solo alla numero 25 in Germania.
Alla fine del 2007 il gruppo produce Life's a miracle, brano della colonna sonora del lungometraggio d'animazione Kleiner Dodo, prodotto dalla Warner Bros.

### L'Eurovision Song Contest e altre attività
Nel gennaio 2008 il gruppo viene selezionato per partecipare alle pre-selezioni nazionali dell'Eurovision Song Contest con il brano Disappear.
Dopo diverse settimane di promozione e l'uscita del singolo, che raggiunge la numero 4 posizione della Top 10 Tedesca, la numero 21 posizione nell'Eurochart Hot 100 Singles ed entra in classifica anche in Bulgaria, Lituania ed Ungheria, le No Angels entrano in competizione il 6 marzo. Nella serata finale ottengono il 50% dei voti contro Carolin Fortenbacher, Tommy Reeve, i Cinema Bizarre e i Marquees vincendo le selezioni.
Nel marzo 2008 vengono pubblicate ben due nuove versioni dell'album Destiny, una Limited Pur Edition contenente il brano Disappear e la versione Reloaded contenente remix, b-side e un DVD con diversi videoclip e performance live.
Il 12 maggio viene pubblicata una nuova raccolta dei successi del gruppo intitolata Very Best of No Angels destinata all'intero mercato europeo (fatta eccezione per la Germania, l'Austria e la Svizzera).
Essendo la Germania parte delle cosiddette Big Five (le nazioni sponsorizzatrici della manifestazione), le No Angels accedono direttamente alla finale dell'Eurofestival. Con soli 14 punti (12 assegnati dalla Bulgaria, paese natio di Lucy, e 2 dalla Svizzera), le ragazze si classificano al 23º posto su 25, davanti a Polonia e Regno Unito.
Il gruppo si sposta poi a Los Angeles e New York per lavorare con un nuovo team di produttori al quinto album in uscita nella primavera 2009.
Robert Bell, leader dei Kool and the gantg ha confermato in una recente intervista di voler realizzare un reportage sulla girlband tedesca destinato alla trasmissione sulle emittenti televisive americane MTVe VH1.
L'11 aprile 2009 Nadja viene arrestata dalla polizia di Darmstadt con l'accusa di aver infettato un uomo durante un rapporto sessuale non protetto. Si scopre così che la ragazza è sieropositiva.

### Welcome to the dance
Il 21 agosto 2009 esce il singolo One Life, che anticipa l'uscita dell'album Welcome to the Dance, pubblicato l'11 settembre dello stesso anno. L'album raggiunge solamente la numero 26 in Germania e rimane in classifica solo per due settimane. Il secondo singolo "Derailed" viene pubblicato come singolo promo per le radio a causa dell'insuccesso dell'album.
Nel 2010 il gruppo parte per un nuovo tour acustico e in questa occasione che Nadja si assenta in tutte le date per poi lasciarlo definitivamente in settembre dello stesso anno. La cantante è stata processata e condannata a 300 giorni di servizi civili.

### 10 anni di carriera e la fine del gruppo
Le No Angels festeggiano il 5 febbraio 2011 i loro primi 10 anni di carriera artistica. Numerose indiscrezioni dicono che sia in uscita un cd live per festeggiare quest'anniversario, ma il progetto del disco live è stato accantonato, il gruppo dopo alcuni anni di pausa nel 2015 ha reso ufficiale lo scioglimento.

### 20 anni di carriera 2021
Alla fine del 2020, la BMG ha acquisito il catalogo dell'ex etichetta delle No Angels Cheyenne Records, che comprende più di 600 registrazioni master di band e artisti solisti emersi dalla serie Popstars tra il 2000 e il 2010.  Il 27 novembre 2020, a seguito della loro assenza dalle piattaforme di streaming digitale per cinque anni, è stato pubblicato online il catalogo della band in merito al periodo che va dal 2000 al 2004, accompagnato da una campagna digitale e dal rilascio di versioni in alta definizione dei loro video musicali ufficiali originali e una ristampa fisica del loro singolo di debutto "Daylight in Your Eyes".  A seguito dei grandi numeri ottenuti dai portali streaming, l’interesse da parte dei media e della loro base di fan convince Benaissa, Diakovska, Mölling e Wahls a lanciare un account Instagram ufficiale attraverso il quale hanno iniziato a condividere foto private e ospitato diversi live streaming nelle settimane seguenti.  Esattamente come per la loro reunion del 2007, uno dei componenti del gruppo, ovvero Vanessa Petruo ha rifiutato di partecipare alle attività promozionali, affermando il suo desiderio di non voler più apparire pubblicamente. Per commemorare l'uscita nel 2001 di "Daylight in Your Eyes", il 5 febbraio 2021 è stato pubblicato su YouTube un video del testo della canzone. La stessa settimana, è stato annunciato che la band si sarebbe riunita per un'esibizione su Schlagerchampions 2021 il 27 febbraio 2021. Una "versione celebrativa" di "Daylight in Your Eyes", con voci completamente nuove, è stata rilasciata il 12 febbraio 2021. Il 27 febbraio 2021 viene annunciata l’uscita dell’album “20” e reso disponibile il pre-order nello stesso momento. L’album verrà rilasciato il 4 giugno 2021 e conterrà oltre alle nuove versioni dei più grandi successi della band anche cinque inediti. Le registrazioni sono avvenute separatamente tra Stati Uniti, Germania e Bulgaria. Parallelamente all'album è stata pubblicata la versione Celebration di Still in Love with You come ulteriore singolo. Nel relativo videoclip, una delle componenti della band Diakovska è per la prima volta nella storia della band protagonista di scene di danza e amore sensuali con una donna. L'L-Mag ha quindi nominato il video come uno dei dieci migliori video queer di artiste lesbiche e bisessuali dell'anno 2021. Ad agosto, la canzone Mad Wild è uscita in una versione radiofonica come terzo singolo dell'album, a cui è seguito When the Angels Sing in una versione invernale nel novembre del 2021.
Nel 2021, le No Angels sono state premiate con un premio nella categoria Lifetime Achievement al Preis für Popkultur. La reintroduzione delle No Angels sul mercato musicale da parte del gruppo mediatico Bertelsmann nel contesto della sua Content Alliance è considerata internamente un esempio di successo di marketing del catalogo, dei contenuti e della comunità. Nel documentario ZDF info This is Spotify - Canzoni e stelle on demand è stato mostrato, attraverso l'esempio delle No Angels, come gli artisti possano festeggiare un ritorno di successo attraverso la piattaforma.
Nell'aprile 2022, le No Angels hanno tenuto il loro primo concerto dopo dodici anni davanti a 13.000 spettatori a Samnaun. Hanno indossato il fiocco rosa per solidarietà alle donne colpite dal cancro al seno. A metà giugno, le No Angels hanno tenuto il loro concerto celebrativo - Una notte estiva a Berlino presso il Parkbühne Wuhlheide, che è stato anche il loro concerto più grande davanti a 17.000 persone. Dato che i posti del Golden Circle e quelli in piedi sono stati esauriti in pochi minuti, a settembre e ottobre 2022 è stata organizzata la Celebration Tour, che ha portato la band in nove città tedesche. Dopo il concerto di chiusura esaurito della Celebration Tour al Kölner Palladium a metà ottobre, i No Angels hanno concluso le celebrazioni del 20º anniversario della band con un ultimo concerto alla McDonald's Benefizgala 2022. Non è stato annunciato un termine per i No Angels e sono stati promessi futuri spettacoli come No Angels.

### Dal 2023 in poi
Nella giornata internazionale della donna, l'8 marzo 2023, le No Angels si sono esibite come ospiti speciali al concerto annuale solo per donne della formazione hip-hop tedesca K.I.Z nella Mercedes-Benz Arena di Berlino. Tutti i 17.000 biglietti sono stati venduti entro 24 ore. Oltre alle proprie canzoni, le No Angels hanno cantato insieme a K.I.Z una canzone inedita che includeva un campione di Ladies Night dei Kool & the Gang. La rivista Der Spiegel ha scritto nella sua recensione del concerto che le No Angels "hanno dato complessivamente un'esibizione molto potente e autentica, che è stata acclamata come se fosse il 2001". A luglio, dopo un concerto in Lussemburgo, le No Angels hanno tenuto il loro unico concerto all'aperto in Germania davanti a 5.000 spettatori nell'Autostadt di Wolfsburg. Con questo concerto si sono concluse le attività della band per l'anno 2023. Alla fine di luglio, il loro concerto celebrativo Celebration Live - Una notte estiva a Berlino presso il parco della Wuhlheide di Berlino è stato nominato come "spettacolo dal vivo più impressionante" per il premio per la cultura pop.

## Discografia

### Album in studio
- 2001 - Elle'ments
- 2002 - Now... Us!
- 2002 - When the Angels Swing
- 2003 - Pure
- 2007 - Destiny
- 2009 - Welcome to the Dance
- 2021 - “20”

## Riconoscimenti

### 2001
- Bambi - Miglior artista pop
- BRAVO Otto - Miglior gruppo pop
- Comet - Miglior artista tedesco
- Live Krone - Miglior esordiente
- Top of the Pops Award - There must be an angel, miglior singolo nella top 100 tedesca

### 2002
- BRAVO Otto - Miglior gruppo pop
- Comet - Miglior artista nazionale
- ECHO - Miglior gruppo pop-rock tedesco
- ECHO - Daylight in your eyes, miglior singolo pop-rock tedesco
- Live Krone - Miglior gruppo
- Radio Regenbogen Award - Miglior esordiente
- World Music Awards - Miglior artista tedesco

### 2003
- BRAVO Otto - Miglior gruppo pop
- ECHO - Something about us, miglior videoclip tedesco
- Comet - Miglior gruppo tedesco
- Goldene Kamera - Miglior gruppo pop
- Live Krone - No angel (It's all in your mind), miglior singolo
- NRJ Music Awards - Something about us, miglior canzone tedesca

### 2007
- Bayerischer Musiklöwe
- AOL Stars of the Night 2007